# Liste des parcs nationaux des Laurentides
Voici une liste des parcs nationaux du massif des Laurentides.
| No | Nom                                                   | Image | Superficie km² | Constitution      | Localisation administrative | Administration                                    | coordonnées                  |
| -- | ----------------------------------------------------- | ----- | -------------- | ----------------- | --- | ------------------------------------------------- | ---------------------------- |
| 1  | Parc national du Fjord-du-Saguenay                    |       | 319,3          | 15 juin 1983      | Tadoussac, Sacré-Cœur, Mont-Valin, Sainte-Rose-du-Nord, Saint-Félix-d'Otis, Rivière-Éternité, L'Anse-Saint-Jean, Petit-Saguenay et Baie-Sainte-Catherine                                      | Société des établissements de plein air du Québec | 48° 16′ 33″ N, 70° 15′ 49″ O |
| 2  | Parc de la Gatineau                                   |       | 361,31         | 1er juillet 1938  | Gatineau, Chelsea, La Pêche et Pontiac | Commission de la capitale nationale               | 45° 35′ 00″ N, 76° 00′ 00″ O |
| 3  | Parc national des Grands-Jardins                      |       | 310            | 25 novembre 1981  | Lac-Pikauba | Société des établissements de plein air du Québec | 47° 41′ 00″ N, 70° 51′ 00″ O |
| 4  | Parc national des Hautes-Gorges-de-la-Rivière-Malbaie |       | 224,7          | 28 juin 2000      | Mont-Élie, Lac-Pikauba et Lalemant | Société des établissements de plein air du Québec | 47° 56′ 00″ N, 70° 31′ 00″ O |
| 5  | Parc national de la Jacques-Cartier                   |       | 670,6          | 25 novembre 1981  | Lac-Jacques-Cartier, Lac-Croche et Stoneham-et-Tewkesbury | Société des établissements de plein air du Québec | 47° 20′ 00″ N, 71° 21′ 00″ O |
| 6  | Parc national de la Mauricie                          |       | 536,7          | 1977              | Saint-Roch-de-Mékinac, Shawinigan et Saint-Mathieu-du-Parc | Parcs Canada                                      | 46° 48′ 00″ N, 72° 58′ 00″ O |
| 7  | Parc national du Mont-Tremblant                       |       | 1 510,1        | 1er mars 1981     | Val-des-Lacs, Lac-Supérieur, Mont-Tremblant, Lac-Tremblant-Nord, Labelle, Rivière-Rouge, La Macaza, Baie-des-Chaloupes, Lac-des-Dix-Milles, Saint-Donat, Saint-Guillaume-Nord et Lac-Legendre | Société des établissements de plein air du Québec | 46° 26′ 00″ N, 74° 21′ 00″ O |
| 8  | Parc national des Monts-Valin                         |       | 153,6          | 19 septembre 1996 | Mont-Valin, Saint-David-de-Falardeau et Saint-Fulgence | Société des établissements de plein air du Québec | 48° 37′ 00″ N, 70° 48′ 00″ O |